# Black Lives Matter
Black Lives Matter (BLM; с англ. — «Жизни чёрных имеют значение») — общественное движение, выступающее против расизма и насилия в отношении чернокожих, в особенности против полицейского насилия. Движение является децентрализованной инициативой снизу, его активисты организуют мероприятия на местах.

## Деятельность
Активисты движения привлекают внимание к социальной несправедливости по отношению к чернокожим, а также к общественным институтам и законам, направленным на закрепление сложившейся несправедливости. Движение борется с расизмом при помощи участия в политике, кампаний по написанию писем и ненасильственных протестных акций.
Движение заявляет своими целями борьбу с полицейским насилием, с избыточным присутствием полиции в чёрных районах и с злоупотреблениями, совершаемыми в частных тюрьмах. Также движение предлагает улучшить подготовку сотрудников полиции и увеличить их подотчётность. Кроме того, активистами предлагалось урезать финансирование полиции под лозунгом Defund the police, перенаправив освободившиеся деньги на финансирование социальных служб.
Также активисты Black Lives Matter помогали чернокожим избирателям регистрироваться на выборах и прилагали усилия к увеличению явки среди них, а программы, организуемые движением, поддерживали чернокожих художников и писателей.

## История
Black Lives Matter начало своё существование летом 2013 года как онлайн-движение с использованием хештега #BlackLivesMatter в социальных медиа. Оно были основано тремя афроамериканскими активистками — Патрисс Каллорс, Алисией Гарза и Айо Томети. Это произошло после оправдания Джорджа Циммермана, который в феврале 2012 года убил афроамериканского подростка Трейвона Мартина, что вызвало общенациональные протесты.
Движение стало более массовым в 2014 году во время уличных демонстраций, вызванных смертью двух афроамериканцев: Майкла Брауна и Эрика Гарнера. После этого оно продолжило играть важную роль в протестах против полицейского насилия и расизма, в том числе в протестах, вызванных гибелью Сандры Бланды, Филандо Кастила, Фредди Грэя, Лакуана Макдоналда, Тамира Райса, Уолтера Скотта, Олтона Стерлинга и Бреонны Тейлор.
В конце мая 2020 года, после убийства афроамериканца Джорджа Флойда от рук белого полицейского Дерека Шовина, начались массовые протесты. Предположительно, эти протесты стали наиболее массовыми в истории США, по разным оценкам, в них участвовало 15—26 миллионов человек. Большинство протестов в США, по данным ACLED, были мирными: в 93 % случаев участники протестов не прибегали к насилию или другой деструктивной деятельности, а насилие и деструктивное поведение происходило в менее, чем 10 % мест, где проходили мирные протесты, и были преимущественно ограничены отдельными кварталами, а не распространены в целом по городу. Отдельные протестные акции, как в США, так и в других странах, перерастали в столкновения с полицией, грабежи, поджоги автомобилей, вандализм в отношении исторических памятников. Акции 2020 года быстро распространились по территории США, в отличие от, например, Лос-анджелесского бунта 1992 года, и вышли за рамки законного ненасильственного протеста, которым движение Black Lives Matter было известно до этого.

## Восприятие
Восприятие населением США Black Lives Matter постоянно изменяется, поддержка движения гражданами США значительно варьируется, в том числе в зависимости от расовой принадлежности. По данным опроса, проведённого в июне 2020 года Исследовательским центром Пью, среди любой из основных этнических групп США большинство людей поддерживали движение Black Lives Matter:
|                  | Решительно поддерживают (англ. strongly support) | Умеренно поддерживают (англ. somewhat support) | Всего поддерживающих |
| ---------------- | ------------------------------------------------ | ---------------------------------------------- | -------------------- |
| Белые            | 31 %                                             | 30 %                                           | 60 %[как?]           |
| Чёрные           | 71 %                                             | 15 %                                           | 86 %                 |
| Латиноамериканцы | 42 %                                             | 35 %                                           | 77 %                 |
| Азиаты           | 39 %                                             | 36 %                                           | 75 %                 |
| В среднем        | 46 %                                             | 29 %                                           | 75 %                 |

В сентябре 2020 года поддержка движения среди американцев начала снижаться: по данным центра Пью, общий рейтинг одобрения среди взрослых граждан снизился до 45 % у белых американцев, 66 % у латиноамериканцев, 69 % у американцев азиатского происхождения и 87 % у афроамериканцев. В феврале 2021 года, по данным аналитической компании The Harris Poll, 45 % американцев относились к деятельности BLM положительно, 41 % — негативно.
Согласно опросу, проведённому в сентябре 2015 года, почти две трети афроамериканцев в основном поддерживали Black Lives Matter, в то время как 30 % чернокожих и 37 % белых американцев не имели своего мнения о движении. Из опрошенных 41 % белых считали, что Black Lives Matter имеет тенденции к насилию, а 59 % белых считали, что оно отвлекает внимание от реальных проблем расовой дискриминации. 82 % опрошенных чернокожих считали, что Black Lives Matter — это ненасильственное движение, а 26 % чернокожих считали, что оно отвлекает внимание от реальных проблем расовой дискриминации. На вопрос о том, является ли Black Lives Matter скорее движением или лозунгом, 46 % белых и 67 % чернокожих полагали, что это скорее движение. Репрезентативный интернет-опрос, проведённый Центром изучения разнообразия и демократии Северо-Западного университета, показал, что 82 % афроамериканцев считают, что движение по крайней мере умеренно эффективно в достижении заявленных целей, хотя 64 % респондентов считают, что движение было бы более эффективным, если бы у него была более централизованная структура руководства.
Опрос, проведённый в июне 2016 года, показал, что 65 % чернокожих взрослых американцев поддерживают Black Lives Matter, и 40 % белых взрослых американцев поддерживают его. Пятьдесят девять процентов чернокожих американцев считали, что Black Lives Matter будет «эффективным, в долгосрочной перспективе, в оказании помощи чернокожим в достижении равенства», и 34 % белых американцев думали так же. Опрос Гарварда-Харриса в 2017 году показал, что 35 % белых и 83 % чёрных имеют благоприятное мнение о движении.
Согласно анализу The Guardian статистики, собранной US Crisis Monitor, в течение большей части 2020 года «американские правоохранительные органы использовали слезоточивый газ, перцовый баллончик, резиновые пули и избиения в гораздо большем проценте случаев на демонстрациях Black Lives Matter или других левых протестах, чем на про-трамповских или других правых протестах». Анализ также отмечает, что «подавляющее большинство протестов по всей территории Соединённых Штатов в прошлом году были мирными, и […] большинство протестов как левых, так и правых не были встречены какой-либо насильственной реакцией со стороны правоохранительных органов».
С возрождением Black Lives Matter в условиях глобального протеста, по сообщениям американских газет, наблюдался рост движения в 2020 году. У газет не было единого мнения по этому поводу — так, согласно The New York Times, «все виды голосов резко перешли в сторону поддержки движения» всего в течение двух недель в период с конца мая и в начале июня «как если бы [они] были в предыдущих двух годах». Исследовательский центр Пью сообщил, что «большинство американцев [по мнению редактора] поддерживают Black Lives Matter за этот период».
По словам Терренса Вудбери, исследователя отношения к движению среди молодых людей, «движение эволюционировало от „чёрные люди против полиции“ в сторону „молодые люди против расизма“». Онлайн-опрос людей в возрасте от 18 до 34 лет, проведённый Группой Глобальной стратегии, нашёл широкую поддержку движения со стороны сторонников демократической партии, и соответственно противоположный результат был у сторонников Трампа либо республиканской партии.
Айо Томети теоретизирует, что возросшая поддержка была результатом экономической тревоги и недоверия к тому, как американское правительство справляется с пандемией COVID-19. Протесты, возглавляемые Black Lives Matter в течение всего лета, в конечном итоге переросли в одно из самых крупных движений в истории США.
Однако импульс и популярность движения начали резко снижаться, и опрос Pew Research Center показал, что поддержка Black Lives Matter упала на 12 процентных пунктов до 55 % всех взрослых американцев к сентябрю 2020 года, а также значительно снизилась популярность среди латиноамериканцев. Новый опрос проведённый Harvard-Harris в феврале 2021 года показал, что поддержка Black Lives Matter опустилось ещё ниже до полностью отрицательного рейтинга среди всех американцев — так, 55 % американцев стали крайне отрицательно относиться к BLM. Опрос показал, что людей больше всего волнуют именно протесты и погромы со стороны BLM, произошедшие в 2020 году, а не, к примеру, протесты на Капитолийском холме 6 января 2020 года (или штурм Капитолия), как, к примеру, считают 45 % американцев. Поддержка оставалась широко распространённой среди чернокожих взрослых американцев (рост на 1 % с июня до 87 %).
В течение нескольких недель после смерти Джорджа Флойда многие корпорации выступили в поддержку движения, жертвуя и принимая политические изменения в соответствии с этносом группы.

## Контрдвижения
Фраза All Lives Matter («все жизни важны») возникла как ответ на движение Black Lives Matter, но была подвергнута критике со стороны сторонников BLM за то, что она отвергла или «неправильно истолковала» послания Black Lives Matter. После расстрела двух полицейских в Фергюсоне сторонники полиции создали хэштег #BlueLivesMatter. Несколько лидеров гражданских прав не согласились с тактикой, используемой активистами Black Lives Matter. Общественные и академические дебаты в целом возникли по поводу структуры и используемой тактики.

### All Lives Matter
Фраза All Lives Matter возникла в ответ на движение Black Lives Matter вскоре после того, как движение привлекло внимание всей страны. Многие известные люди также поддержали All Lives Matter. Его сторонники включают темнокожего сенатора Тима Скотта. Американский футболист НФЛ Ричард Шерман поддерживает движение All Lives Matter, говоря: «Я стою на том, что я сказал, что все жизни имеют значение и что мы люди». Согласно телефонному опросу в августе 2015 года, 78 % вероятных американских избирателей сказали, что утверждение All lives matter было ближе всего к их собственным личным взглядам по сравнению с Black lives matter или ни тем, ни другим. Только 11 % сказали, что утверждение Black lives matter было наиболее близким. 9 % сказали, что ни одно из этих утверждений не отражает их личной точки зрения.
Защитник прав чернокожих, профессор Чарльз «Чип» Линскотт сказал, что All Lives Matter способствует «стиранию структурного анти-чёрного расизма и чёрной социальной смерти во имя формального и идеологического равенства и пострасового дальтонизма». Гленн Лури отстаивал фразу All Lives Matter, чтобы сосредоточиться на политических вопросах, а не на политике.
Основатели BLM ответили критикой данного движения заявляя, что только их движение исключительно: «#BlackLivesMatter не означает, что ваша жизнь не важна — это означает, что чёрная жизнь важна, важна для вашего освобождения, жизнь, которая рассматривается без ценности в рамках белого превосходства». Бывший президент США Барак Обама выступил на дебатах между Black Lives Matter и All Lives Matter. Обама сказал: «Я думаю, что причина, по которой организаторы использовали фразу Black Lives Matter, заключалась не в том, что они предполагали, что никто другой не имеет значения … скорее, они предполагали, что существует определённая проблема, которая происходит в афроамериканском сообществе, которая не происходит в других сообществах». Он также сказал, что «это законный вопрос, который мы должны решить».

### Blue Lives Matter
Blue Lives Matter — это движение в США, выступающее за то, чтобы те, кто преследуется и осуждается за убийство сотрудников правоохранительных органов, были осуждены в соответствии с законами о преступлениях на почве ненависти. Она была начата в ответ на Black Lives Matter после убийств офицеров полиции Нью-Йорка Рафаэля Рамоса и Вэньцзяня Лю в Бруклине, штат Нью-Йорк, 20 декабря 2014 года. После расстрела двух полицейских в Фергюсоне сторонниками BLM, в ответ сторонниками полиции был создан хэштег #BlueLivesMatter. После этого, Blue Lives Matter стала про-полицейским движением в Соединённых Штатах. Оно расширилось после других убийств американских полицейских.
Критикуемое ADL и другими, это движение вдохновило закон штата Луизиана, который сделал преступлением на почве ненависти нападение на полицейских, пожарных и персонал скорой медицинской помощи.

## Критика

### Тактика
Некоторые чернокожие лидеры движений о гражданских правах, такие как Сесил «Чип» Мюррей, Наджи Али и Эрл Офари Хатчинсон, критиковали тактику BLM как неуважительную и неэффективную, а Али утверждал, что «все, что они могут сделать, это нарушить закон и поднять шум». Автор и министр Барбара Энн Рейнольдс критиковала конфронтационную тактику BLM. Экономист Гленн Лури, поддерживая основы движения, критиковал общественное возмездие против «белых политиков, которые заявляют, что все жизни важны» и очевидные поляризующие эффекты движения.
Протестующие BLM известны своей тактикой против ораторов, приглашаемых в различные университеты, не позволяющей им выступать перед аудиторией. Также протестующие BLM использовали насилие, например, во время протеста 2017 года в колледже Миддлбери.
Президент США Дональд Трамп негативно высказывается о движении, обвиняя его в разжигании насилия, переписывании истории и актах вандализма по отношению к памятникам, однако он поддерживает борьбу с расизмом, но не таким способом.

### Академическая свобода
Многие учёные, такие как Джон Макуортер, Эрик Кауфман, Джон Эллис, Мэрибет Гасман, Гленн Лоури, и ещё не менее 153 других учёных критикуют представителей BLM в активном препятствовании выражения своего мнения и подавлении академических свобод. Они утверждают, что результатом является самоцензура, снижение академических исследований и предвзятость исследований. Многие учёные не решаются выступать против репрессий из-за страха отмщения по отношению к ним.
В частности, известные учёные высказались против использования «заявлений о разнообразии» при принятии решений о приёме на любую работ, включая Джеффри Флиера, декана Гарвардской медицинской школы и Абигайль Томпсон, вице-президента Американского математического общества. Томпсон проводила сравнения с клятвами верности эпохи Маккарти. Когда школы получают государственное финансирование, учёные критикуют обещания членов BLM как неконституционные.

### Разногласия по поводу расовых предубеждений
В 2019 года в PNAS было опубликовано исследование, показавшее статистику убийств со стороны полицейских с 2015 года и пришедшее к выводу, что расового неравенства нет. Это исследование было использовано многими критиками BLM, начиная с колонки мнений, написанной Хизер Макдональд в июне 2020 года. Однако позже, авторы исследования были вынуждены отречься от него, при этом они заявили, что никакого давления на них не происходило по этому поводу, и отозвать статью, заявив, что его «небрежные» выводы люди «неправильно поняли», да и исследование было «некачественно создано».

### Взгляды на правоохранительную деятельность

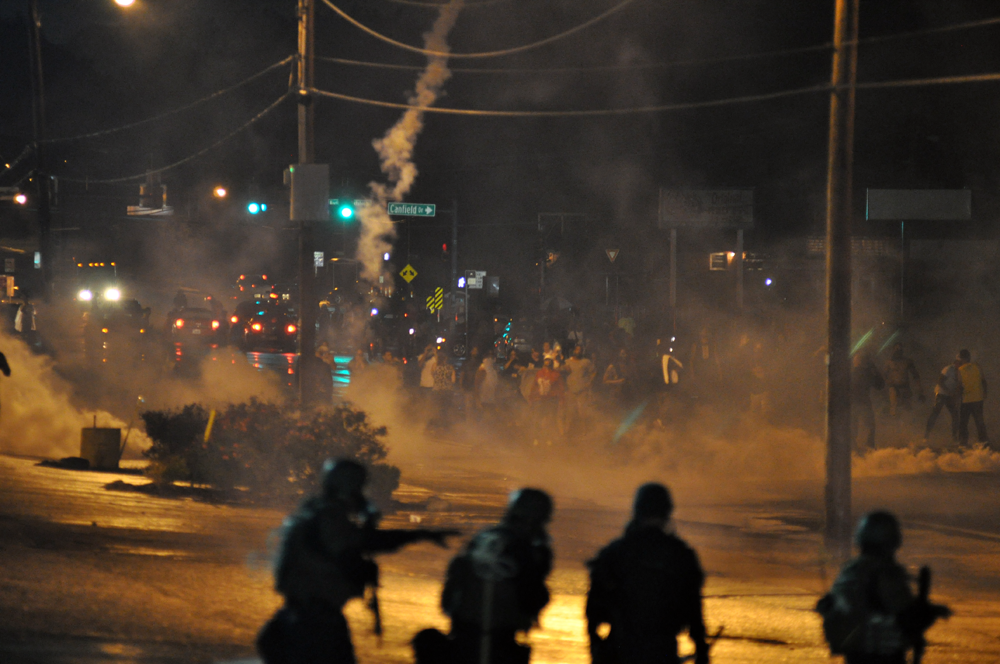
Беспорядки в Фергюсоне, штат Миссури, 17 августа 2014 года.

Большинство чернокожих американцев выступают против лозунга Black Lives Matter «обезвредить полицию» и против сокращения полицейской службы. Критики отмечают, что факты подтверждают идею о том, что полиция сокращает преступность, включая убийство чернокожих американцев.
Критики обвиняют BLM в том, что движение выступает против полиции. Сержант Деметрик Пенни из полицейского управления Далласа подал неудачный иск против Black Lives Matter в сентябре 2016 года, в котором обвинил движение в подстрекательстве к «расовой войне» — участники марша, представители BLM, были записаны на видео, скандируя: «Свиньи в одеяле, жарьте их, как бекон» на ярмарке штата Миннесота. Правоохранители утверждают, что данные скандирования способствуют смерти полицейских; организатор того протеста оспаривал это, заявляя: «то, что мы продвигаем, заключается в том, что если чёрные люди, которые убивают полицейских, собираются поджариться, то мы хотим, чтобы полицейские столкнулись с тем же обращением, с которым мы сталкиваемся как гражданские лица за убийство офицеров».

### Отвлечение внимания от реально обездоленных
Некоторые лидеры чернокожих общин выступили против движения как оторванного от людей, которых оно якобы представляет. Выступая против сокращения бюджета в августе 2020 года, член совета И. Дэниек Миллер, сопредседатель группы чернокожих, латиноамериканцев и азиатов совета, выступил против сокращения финансирования полиции и заявил: «чернокожие хотят быть в безопасности, как и все остальные… мы не можем позволить людям из-за пределов нашего сообщества читать нам лекции о жизни чернокожих». Ванесса Гибсон из совета 16-го района Бронкса заявила, что «мои рабочие, мои домовладельцы, мои арендаторы, мои соседи — они не кричат и не жалуются, потому что они работают как нормальные люди». Мэр Ньюарка, штат Нью-Джерси, Рас Барака назвал требование о ликвидации полиции «буржуазно-либеральным» решением проблемы расизма.

### Недостаточное внимание к женщинам
Женщины из движения Black Lives Matter, в том числе защитник гражданских прав Трева Б. Линдси, утверждали, что BLM отодвинула проблемы чернокожих женщин в сторону от проблем чернокожих мужчин. Например, было организовано больше демонстраций в знак протеста против убийств Майкла Брауна и Трейвона Мартина, чем против убийств Кайлы Мур или Рекии Бойд.
В ответ на это была основана SayHerName специально для того, чтобы сосредоточиться на убийстве чернокожих женщин полицией и внести их имена в протест Black Lives Matter. Их заявленная цель состоит в том, чтобы дополнить движение, не конкурируя с общим движением Black Lives Matter.

### Искажение и манипуляция информацией
Представители BLM и поддерживающие её люди и организации постоянно предъявляют обвинения организациям и людям, которые по их мнению проводили дезинформационную кампанию против BLM. Чаще всего обвинялись любые противники движения и российские спецслужбы. При этом представители BLM могут спокойно отречься от организаций или людей сочувствующих им или состоящих в ней, если оказывалось, что их действия не согласуются с действями других членов, но пост фактум они продолжают быть активными членами движения, даже несмотря на официальное отречение от них. Так, Антидиффамационная лига, американская еврейская общественно-политическая организация, активно противостоящая антисемитизму и другим формам нетерпимости по отношению к евреям, заявляет о многочисленных актах распространения дезинформации в отношении BLM, приводя в качестве примера сообщения середины июня 2020 года связанные с постами, инструктирующими чернокожих «убивать белого на месте», распространённые в Facebook и Twitter, Антидиффамационная лига заявляет, что данные посты вообще не связаны с BLM. Она в то же время заявляла, что хэштеги #BlackLivesMatter и #Antifa также вообще не относятся к движению. Антидиффамационная лига сделала следующее заявление: «белый супрематистский канал в Telegram поощрял своих членов распространять пропаганду направленную против BLM». Ещё одна дезинформационная кампания, по заявлениям лиги, начавшаяся в июне 2020 года на 4chan, имела целью «заполучить хэштеги #AllWhitesAreNazis (#AWAN) в тренде в Twitter. Организаторы вознамерились заполучить хэштеги, такие как #BlackLivesMatter и #BLM, с большим количеством твитов — предположительно с аккаунтов чёрных активистов BLM — содержащих хэштег #AWAN». Лига утверждает, что сторонники кампании надеялись посеять напряжённость и продвинуть белый супрематический акселерационизм.
По мнению сторонников BLM, в очернении BLM виноваты российские спецслужбы, связанные с Агентством интернет-исследований, заявляется, что они вели постоянную работу, одновременно продвигая Black Lives Matter и выступая против него. Утверждается, что российские агенты поощряли антагонизм и насилие по отношению к членам BLM.

### Обвинения в финансовых махинациях
Общественные деятели, такие как Райан Фурнье и Кэндис Оуэнс утверждали, что ActBlue направляет пожертвования, предназначенные для чёрных, кандидатам от демократической партии. Некоторые также утверждают, что эта организация и ей подобные являются прикрытием для отмывания денег. Однако представители движения заявляют, что это всё клевета и ложь, и что это всё злобные происки и заговор консервативных и республиканских политиков, а также приверженцев правых идей, которые хотят уничтожить движение. Эту точку зрения поддерживают разные соцсети, которые являются активными спонсорами данного движения, включая компанию Facebook, которая постоянно проводит свои так называемые «расследования» под каждым постом заявляющего факт о финансовых махинациях, либо просто удаляя данные посты, ссылаясь, что вся информация ложная.